# Хартленд (город, Миннесота)
Хартленд (англ. Hartland) — город в округе Фриборн, штат Миннесота, США. На площади 0,7 км² (0,7 км² — суша, водоёмов нет), согласно переписи 2010 года, проживают 315 человек. Плотность населения составляет 406,2 чел./км².
- Телефонный код города — 507
- Почтовый индекс — 56042
- FIPS-код города — 27-27404[1]
- GNIS-идентификатор — 0644707[2]

В Хартленде родилась модель и актриса Одра Лийн (Audra Lyynn), «Мисс-Октябрь 2003» по версии эротического журнала Playboy.